# کاترینا و د ویوز
کاترینا و دویز (به انگلیسی: Katrina and the Waves) باند اهل انگلستان است.
آن ها در سال ۱۹۹۷ برنده مسابقه یوروویژن شد. 